# Рэкулешть
Рэкулешть, Ракулешты (рум. Răculești) — село в Криулянском районе Молдавии. Является административным центром коммуны Рэкулешть, включающей также село Балашешты.

## География
Село расположено на высоте 84 метра над уровнем моря.

## Население
По данным переписи населения 2004 года, в селе Рэкулешть проживает 1109 человек (560 мужчин, 549 женщин).
Этнический состав села:
| Национальность | Число жителей | Процентный состав |
| -------------- | ------------- | ----------------- |
| молдаване      | 1097          | 98,92             |
| румыны         | 5             | 0,45              |
| русские        | 3             | 0,27              |
| цыгане         | 2             | 0,18              |
| украинцы       | 1             | 0,09              |
| прочие         | 1             | 0,09              |
| Всего          | 1109          | 100 %             |